# Callas Forever
Callas Forever ist ein international produziertes Filmdrama aus dem Jahr 2002, das das letzte Lebensjahr der Opernsängerin Maria Callas nachzeichnet. In der Hauptrolle ist Fanny Ardant zu sehen. Regie führte Franco Zeffirelli, der mit Maria Callas befreundet war und mit ihr für Opernaufführungen von Norma, La traviata und Tosca zusammengearbeitet hatte.

## Handlung
Operndiva Maria Callas lebt 1977 zurückgezogen in ihrem Pariser Appartement. Melancholisch schwelgt sie immer wieder in Erinnerungen an ihre glorreiche Vergangenheit auf den großen Opernbühnen der Welt. Auch ihre verlorene Liebe zu Aristoteles Onassis lässt sie nicht los. Nicht länger in der Lage ihre Arien zu singen, hört sie sich unaufhörlich ihre alten Aufnahmen an. Nur mit Hilfe von Schlaftabletten gelingt es ihr, anschließend Ruhe zu finden. Ab und an wird sie von ihrer warmherzigen Pressesprecherin Sarah Keller besucht. 
Ihr alter Agent und langjähriger Freund Larry Kelly, der inzwischen Rockkonzerte inszeniert, hat eines Tages die Idee, erneut mit Maria zusammenzuarbeiten. Er will mit einer Leinwandinszenierung von Bizets Carmen, in der Maria die Titelrolle übernehmen soll, filmisches Material der größten Opernsängerin des 20. Jahrhunderts für die nachfolgenden Generationen festhalten. Zudem hofft er, auf diese Weise Maria aus ihrer Depression zu reißen. Dabei soll sie vor der Kamera nicht singen, sondern lediglich ihre Lippen zu ihren alten Aufnahmen bewegen.
Maria ist von dem Projekt alles andere als begeistert, willigt aber dennoch ein, die Carmen zu spielen, für die sie bisher nur im Tonstudio, aber nie auf der Bühne gesungen hat. Die Dreharbeiten erfüllen sie erneut mit Leben und Schaffenskraft. Ohne singen zu müssen geht sie in ihrer Schauspielkunst auf und erklärt den anderen Darstellern und jungen Talenten, worauf es ankommt. Nachdem der Film fertiggestellt ist, will Larry weitere Filme mit Maria drehen. Sie lehnt jedoch sein Angebot dankend ab. Sie verlangt zudem, dass er die Veröffentlichung von Carmen verhindert und den Film zerstört, da sie ihren Prinzipien von Perfektion und Aufrichtigkeit in ihren Darstellungen treu bleiben will. Nur die Lippen zu bewegen empfindet sie als „Fake“, den sie als wahrhaftige Künstlerin nicht vertreten kann. Larry akzeptiert ihre Entscheidung und veranlasst die Vernichtung des Filmmaterials.

## Hintergrund
Regisseur Franco Zeffirelli war mit Maria Callas befreundet und hatte einige ihrer Opernaufführungen inszeniert, bevor sie sich in ihre Pariser Wohnung zurückzog und dort am 16. September 1977 starb. Mit Callas Forever wollte er ihr ein filmisches Denkmal setzen, das ihr letztes Lebensjahr mit größtenteils fiktiven Ereignissen nacherzählt. Hauptdarstellerin Fanny Ardant hatte die Callas bereits 1997 in Terrence McNallys Theaterstück Master Class in einer Inszenierung von Roman Polański auf der Bühne in Paris gespielt. Kameramann Ennio Guarnieri hatte 1969 für Pier Paolo Pasolinis Medea, in dem die Callas ihre einzige Filmrolle spielte, hinter der Kamera gestanden. Die Dreharbeiten von Callas Forever fanden in Bukarest, Córdoba und Paris statt.
Der Film feierte anlässlich des 25. Todestags der Callas am 16. September 2002 in Frankreich seine Premiere und wurde in anderen Ländern fast ausschließlich auf Filmfestivals gezeigt. In Deutschland wurde der Film nicht veröffentlicht.

## Kritiken
Stephen Holden von der New York Times befand, dass Fanny Ardant „als dramatische Callas auf einem Filmset oder nachdenklich allein zu Hause die Körpersprache der Diva auf unheimliche Weise“ beherrsche. Auch wenn Callas Forever „fesselnd gespielt“ sei, handle es sich jedoch um „einen billig produzierten Film“. Deborah Young von Variety attestierte dem Film als größten Vorzug „die herausragende Vorstellung der französischen Schauspielerin Fanny Ardant“. Diese bringe Maria Callas „mit atemberaubender Leidenschaft und Feuer zum Leben“. Franco Zeffirellis Inszenierung der Carmen-Sequenzen, „die einen großen Teil des Films ausmachen und bei weitem die besten Szenen sind“, wirke „anmutig und fließend“.

## Auszeichnungen
Das Kostümdesign war sowohl für den spanischen Filmpreis Goya als auch für den italienischen Nastro d’Argento nominiert. Callas Forever ging jedoch leer aus.

## Soundtrack
- Maria Callas, Alessio Vlad: Callas Forever. EMI 2002, 19 Aufnahmen mit Auszügen aus Opern mit Maria Callas und Filmmusik von Alessio Vlad.